# Contração dos lantanídeos
Contração dos lantanídeos é um termo utilizado na química para descrever o avanço que é esperado do raio atômico nos elementos químicos nas séries dos lantanídeos dos números atômicos 57, o lantânio, até o 71, o lutécio, que resulta raios iônicos diferentes nos elementos subsequentes começando com o 72, o háfnio.O termo foi dado pelo geoquímico norueguês Victor Goldschmidt nos volumes "Geochemische Verteilungsgesetze der Elemente".
Os orbitais 4f não são muito eficientes ao exercerem o efeito de blindagem que atenua o efeito do núcleo sobre os elétrons mais externos. Assim, ao longo da série, observa-se uma diminuição contínua do raio íônico dos íons provenientes dos elementos desse grupo, que varia de 1,061 Å no lantânio a 0,848 Å no lutécio. Este efeito é denominado “contração dos lantanídeos”. Como a contração dos lantanídeos mantém esses íons com aproximadamente o mesmo tamanho e todos eles geralmente exibem o estado de oxidação +3, suas propriedades químicas são muito semelhantes.